# クロイツヴェルトハイム
クロイツヴェルトハイム ( Kreuzwertheim) は、ドイツ連邦共和国バイエルン州ウンターフランケン行政管区のマイン＝シュペッサルト郡に属す市場町である。クロイツヴェルトハイム行政共同体に加盟しており、その本部所在地である。

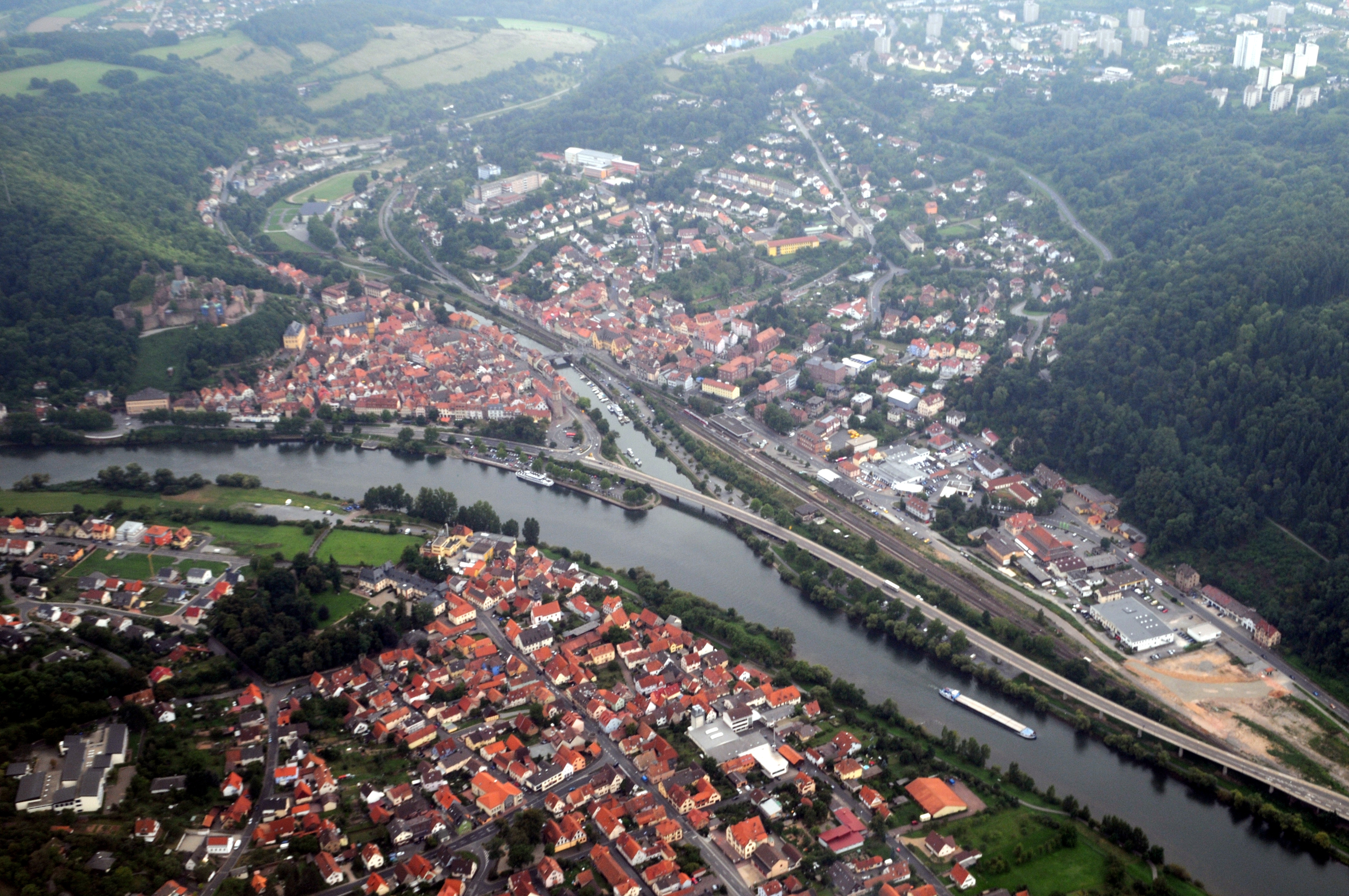
2008年に撮影された航空写真。写真の下側がクロイツヴェルトハイム、中程左がバーデン＝ヴュルテンベルク州ヴェルトハイム旧市街、その間の川がマイン川である。

## 地理

### 場所
市場町クロイツヴェルトハイムは、シュペッサルト山地の南端、連邦アウトバーン A3号線の南西に位置しており、バーデン＝ヴュルテンベルク州の都市ヴェルトハイムの対岸にあたる。マイン川沿いは肥沃な乾いた土地である。南斜面にはブドウ畑や、かつてのブドウ畑を利用した果樹栽培が営まれているが、それ以外の斜面は森で覆われている。町域の多くの部分が森で覆われており、あるいは農業に利用されている。町内の最高地点はレットバッハ北西のプファートベルクの海抜 352 m、最低地点はマイン川沿いの海抜 134 m である。

### 自治体の構成
クロイツヴェルトハイムは4つのオルツタイル（行政上の地区区分）、1つの同名のゲマルクング（伝統的な地籍区分）からなる。
- クロイツヴェルトハイム
- レットバッハ
- ウンターヴィットバッハ
- ヴィーベルバッハ

### 隣接する市町村
| ショルブルン | マルクトハイデンフェルト              |                        |
| ハスロッホ   |                                       | トリーフェンシュタイン |
|              | ヴェルトハイム （マイン＝タウバー郡） |                        |

- 郡名が明記されていない町村および地区はいずれもマイン＝シュペッサルト郡に属す。

## 歴史

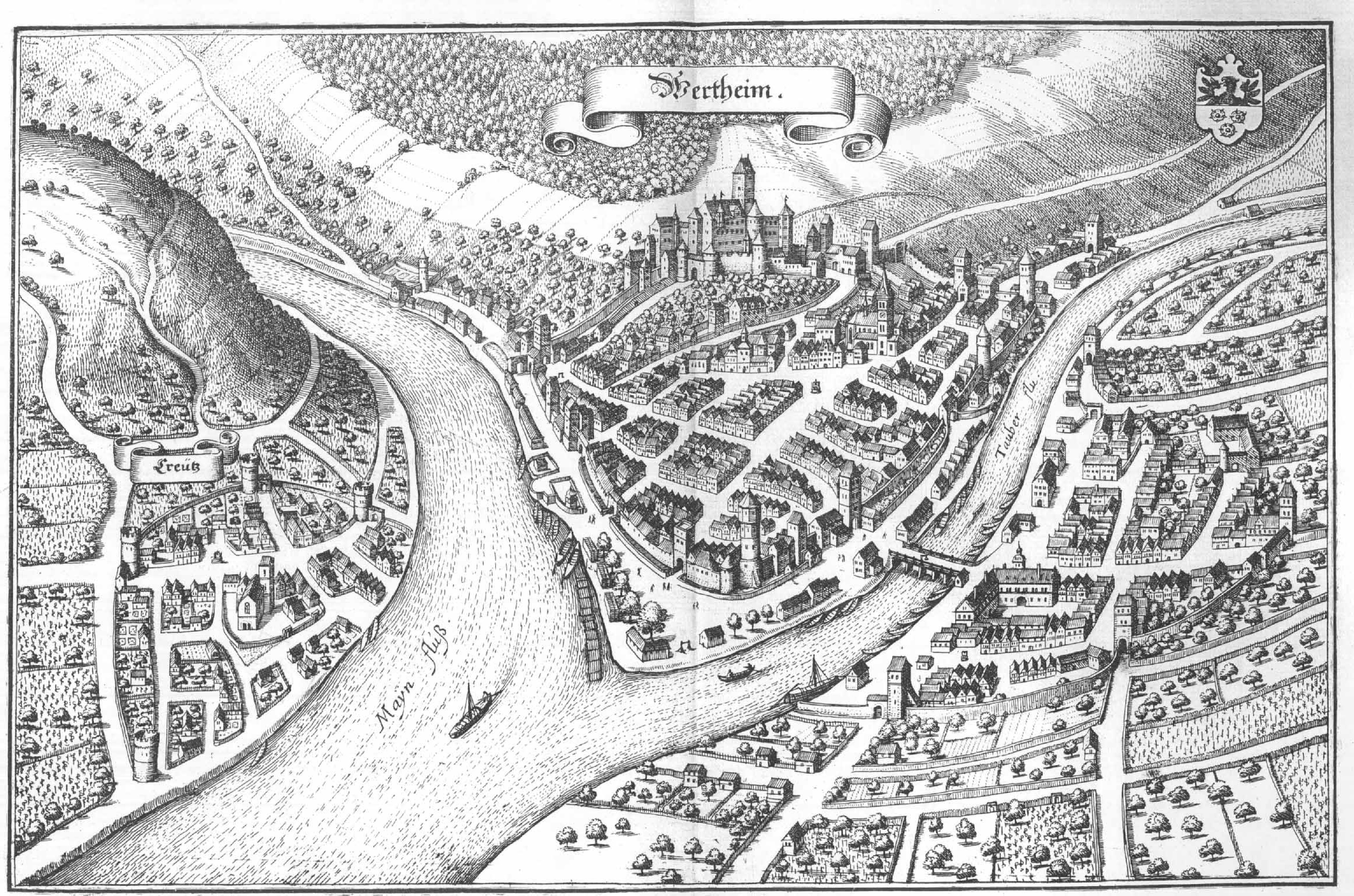
1656年に出版されたマテウス・メーリアンの銅版画に描かれたクロイツヴェルトハイムとヴェルトハイム。中央の2本の皮に挟まれた三角形の街は、現在のバーデン＝ヴュルテンベルク州ヴェルトハイム。画面向かって左側の集落がクロイツヴェルトハイムである。

### 自治体の成立まで
この地域での定住は石器時代（石斧が出土している）にまで遡る。知られている最初の表記は Werdheim で、「安全な堤沿いの家」といった意味である。つまり、マイン川沿いの場所を指し示している。ヴェルトハイムの最初の文献記録（マイン川の右岸側か左岸側かは明かでない）は、750年から802年、779年または794年（？）までの間になされた。クニベルト伯がヴェルトハイム、ビショフスハイム、クッフェゼー、ローヴィレンハイム、ヘリンゲスハイム、カーメルディンゲの所領をフルダ修道院に寄進したというものである（フルダ修道院文書 Nr. 222）。Werdheim は、シュペッサルト地方南西部の原初教会区の主教会所在地に発展した。この教会区は初めヴュルツブルク司教区に属した。市場開催権は、1009年10月22日にハイリヒ2世によって授けられた。古い村の防衛施設の遺構である2本の塔、教会広場とマルクト広場のアイルランド式の日輪をつけた特徴的な石の十字架、キリスト教宣教時代に起源を持つ小さな自衛教会が、当時を想起させる。12世紀初めに貴族レギンボーデン家の分家がヴェルトハイムにやって来た。この貴族家はマイン川左岸に拠点を置き、新しい防衛施設を築いた。その庇護下で集落が発展し、やがて Werdheim の名前を引き継いだ。現在のヴェルトハイム市は、1192年に初めて „Suburbium castri Wertheim“、1200年頃に „oppidum“、1244年に „civitas“ と記録されている（ヴェルトハイムも参照）。
この頃から、両岸の集落の区別がなされるようになった。右岸側はマルクト広場の石の十字架にちなんで „Crucwertheim“、„Heiligen-Creuzeswertheim“ あるいは „Creütz“ と呼ばれた。この呼称は現在も地元での呼び名として残っている。ザクセンシュピーゲルの起草者アイケ・フォン・レプゴウ（1215年 - 1233年）はその前書きに、„De von Chlodent, de von Crouzke, de von Kotebuz, di sint alle Franken“ と書いている。すなわち彼は、東方の領土拡張に参加した騎士とその従者は、（ハイリゲン）クロイツ（ヴェルトハイム）から来た者と、クリンゲンベルク/アシャッフェンブルクから来たコットヴィッツ家の者であったとしている。これにはドイツ騎士団が影響している。プロツェルテン近郊の騎士団の2つの城、ヘネブルク城やコレンブルク城はとても近い場所にあった。
1306年にヴェルトハイムに都市権が授けられたため、マイン川対岸の古い集落は不利な立場となり、古い市場開催権は徐々にその重要性を失った。これにペスト禍が拍車を掛け、長らくその状態が続いた。住民たちは伯の所領とは別に自らの土地を所有していた。たとえば、ヴェルトハイムの市長ゲルトート・ゲナント・イレムートは1344年にクロイツヴェルトハイム (heilogin Crucis Wertheim) のヴォルフェルンス・ホーフを有していた。
1500年頃からフランケン帝国クライスに属していたレーヴェンシュタイン＝ヴェルトハイム＝フロイデンベルク伯のアムトは、1806年に陪臣化されてカール・テオドール・フォン・ダールベルク侯のアシャッフェンブルク侯国に編入された。1810年からこの地域は、短命に終わったフランクフルト大公国領となり、その廃止後1814年にバイエルン王国領となった。バイエルンの行政改革に伴う1818年の自治体令により現在の自治体が形成された。

### 19世紀から20世紀
1862年にベツィルクスアムト・マルクトハイデンフェルトが創設され、クロイツヴェルトハイムはその管轄区域に含まれた。1939年、ドイツ国全土で「ラントクライス」（郡）の呼称が用いられることとなった。クロイツヴェルトハイムは、マルクトハイデンフェルト郡の47市町村の1つとなった。マルクトハイデンフェルト郡の廃止により、クロイツヴェルトハイムは1972年7月1日に新設されたミッテルマイン郡に編入された。この郡は10か月後に現在の「マイン＝シュペッサルト郡」に改名された。
鉄道ロール・アム・マイン - ヴェルトハイム線の開通により、1881年10月1日からバイエルン邦有鉄道による旅客/貨物輸送が行われるようになった。鉄道網への接続は、1976年5月30日のロール市駅とヴェルトハイムとの間の旅客輸送が廃止されたことで再び切断された。マイン川を渡る鉄道橋も1984年に元の場所から撤去され、鉄道シュヴァインフルト - キッツィンゲン線に転用された。

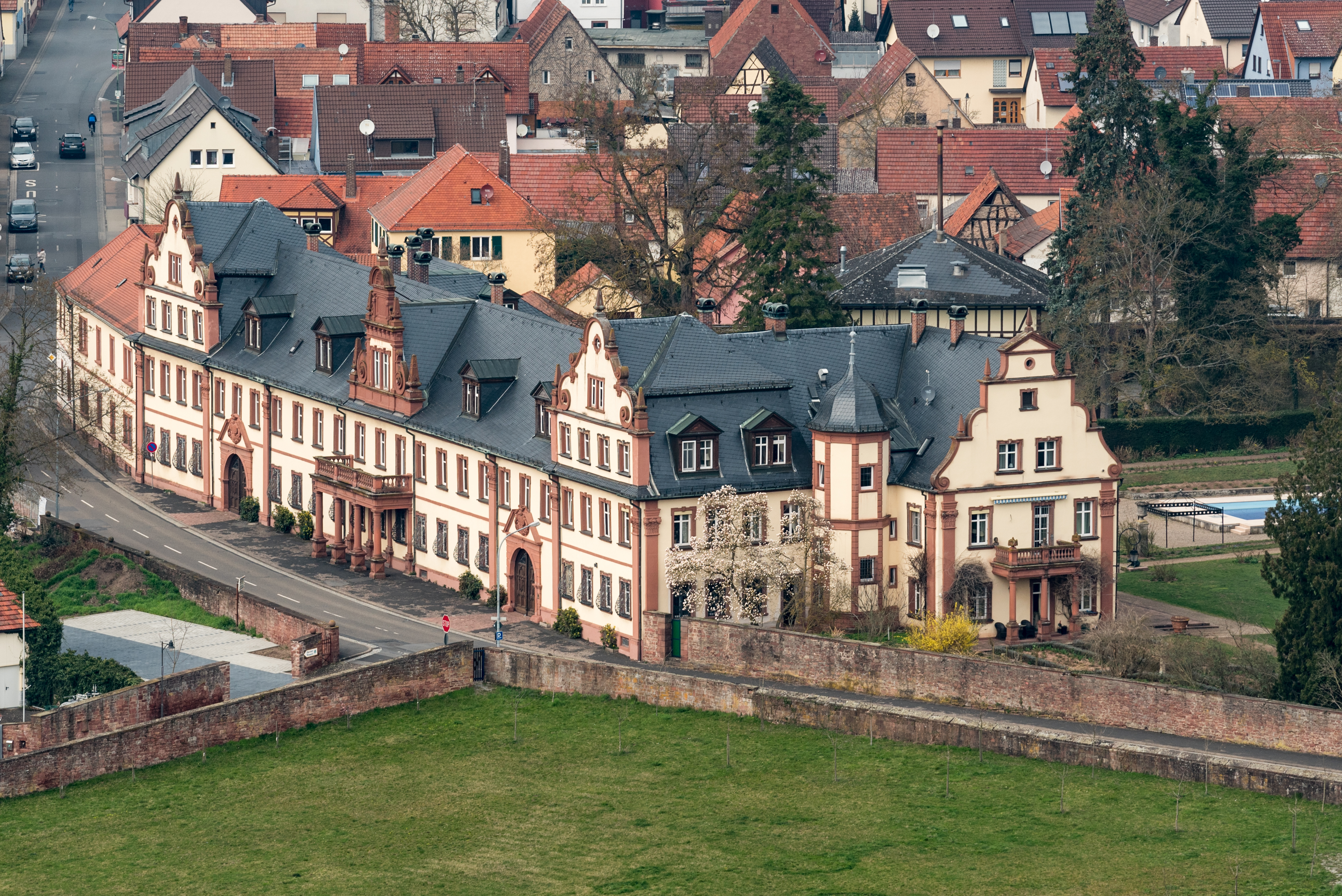
クロイツヴェルトハイムの城館

マルクトクロイツ（直訳: 市場の十字架。損傷したため2009年に修復された）がある教会広場、周辺の小路、古い自衛教会、1594年に建設された市長ペーター・ヘルシャフトの住居、つるべ井戸、古い村の防衛施設の遺構は特に見応えがある。かつて未亡人の隠居所として建設され、現在はかつての領主家レーヴェンシュタイン＝ヴェルトハイム＝フロイデンベルク家の住まいとなっている城館は町の景観の印象的な要素である。
クロイツヴェルトハイムは2009年に市場開催権取得1000年祭を祝った。それを機会に、古い町の中心にあたるレングフルター通りとハウプト通りの交差点のディッカー塔前に石の記念碑が建立された。また全4巻の町史が編纂され、2012年12月3日に出版された。

### 町村合併
1972年1月1日に、それまで独立した町村であったヴィーベルバッハが合併した。1977年1月1日にウンターヴィットバッハがこれに加わった。レットバッハは1978年5月1日にこれに続いた。

## 住民

### 人口推移
1988年から2018年までの間にこの町の人口は3,585人から3,917人に、332人、約 9.3 % 増加した。

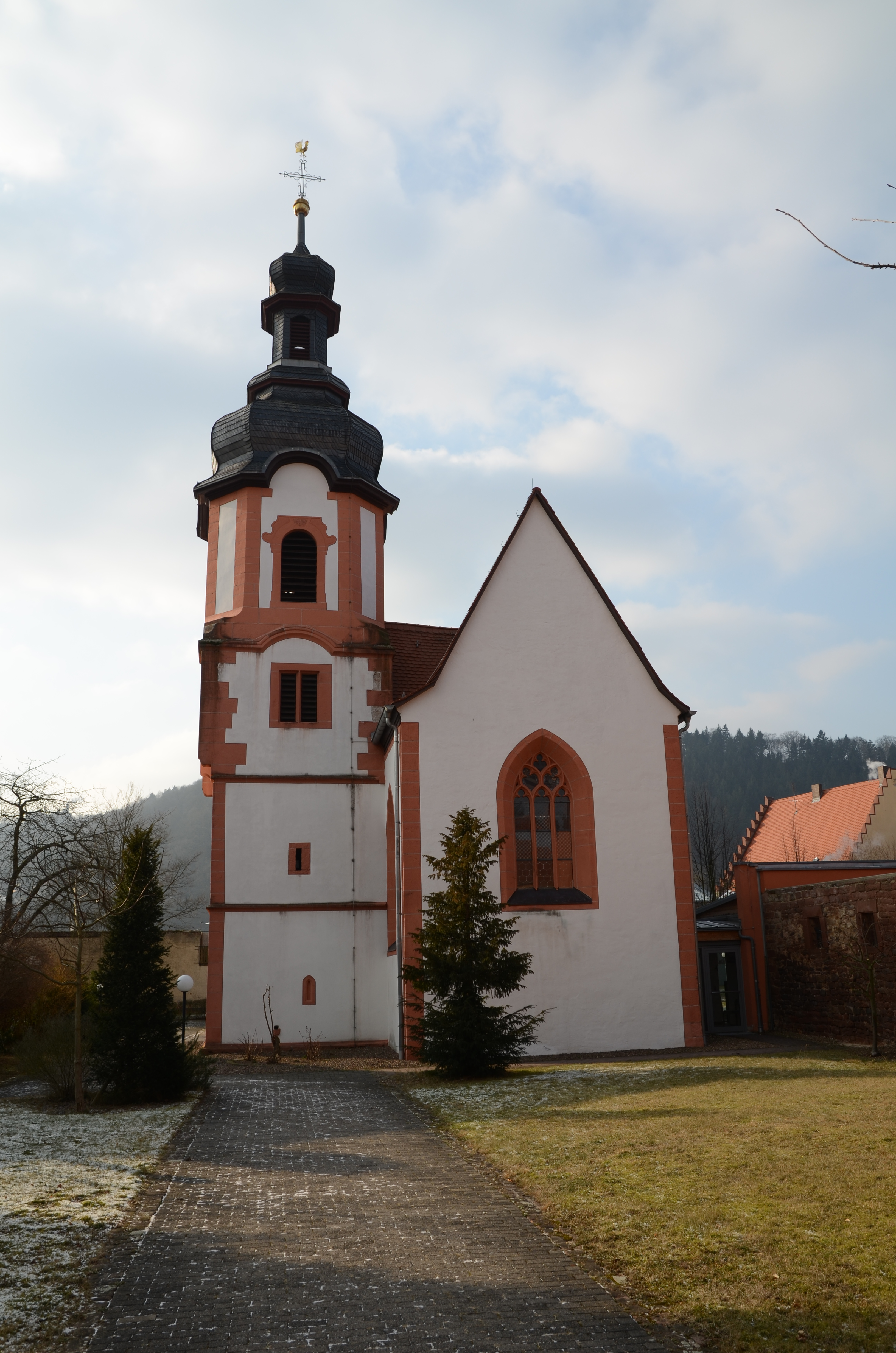
聖十字架教会

- 1961年: 2630人[5]
- 1970年: 3186人[5]
- 1987年: 3562人
- 1991年: 3747人
- 1995年: 3954人
- 2000年: 3850人
- 2005年: 3883人
- 2010年: 3813人
- 2015年: 3819人
- 2016年: 3782人

### 宗教
この町ではカトリックがやや多数を占める。カトリックの教区は、首邑に聖十字架教区、ウンターヴィットバッハに聖マルクス教区（ヴィーベルバッハに聖ヨーゼフ支教会を持つ）、レットバッハにパドヴァの聖アントニウス教区がある。この他に首邑に福音主義ルター派の聖十字架教会とクロイツヴェルトハイム新使徒教会がある。

## 行政

### 首長
第二次世界大戦後の町長を列記する。
- 1945年 - 1972年: フィリップ・ギュンツェルマン CSU
- 1972年 - 1978年: ハンス・シュナイダー CSU（1978年に逝去）
- 1978年 - 1984年: ゲラルト・アマレル Freie Wählervereinigung
- 1984年 - 1996年: クリスタ・シェーンベルク CSU
- 1996年 - 2014年: ホルスト E. フールマン CSU
- 2014年 - : クラウス H. トーマ （CSU と Freie Wählervereinigung推薦）2020年3月15日に 83.4 % の支持票を獲得して再選された[6]。

### 議会
クロイツヴェルトハイムの町議会は16議席で構成されている。

### 紋章
図柄: 銀地と青地に上下二分割。上部は分割線から現れる黒いマルクトクロイツ（直訳: 市場の十字架）。下部は上から3-2と配置された、金の蕊を持つ銀色の紋章デザイン化されたバラの花。
この紋章は1958年に認可された。

## 経済と社会資本

### 経済構造
公式統計によれば、2018年にこの町で働く社会保険支払い義務のある就労者は2,284人、一方この町に住む社会保険支払い義務のある就労者は1,766人であった。したがって、この町に他の市町村から通勤する就労者の数は、この町から他の市町村に通勤する就労者の数に比べて518人多い計算となる。この年の失業者数は27人であった。また、2016年には9軒の農家があった。

### ワイン造り
カッフェルシュタインが最も有名なワイン生産地である。

### 交通
マイン川にはクロイツヴェルトハイム近郊に2本の橋が架かっている。西に位置するシュペッサルト橋と、1882年に開通した旧マイン橋ヴェルトハイムである。1881年から1984年まで、旧マイン橋の近くに鉄道橋が架かっていた。
鉄道ロール - ヴェルトハイム線は1881年10月1日にバイエルン邦有鉄道によって営業を開始した。この鉄道路線は、1.6 km 区間だけバーデン領を通っていた。ロール市駅とヴェルトハイム駅との間の旅客運行は1976年5月30日に廃止され、軌道は撤去された。その跡地は大部分がマインタール自転車道となっている。クロイツヴェルトハイム近郊の鉄道橋は1984年に解体され、マイン川を 175 km 遡ったシュヴァインフルト近郊で、鉄道キッツィンゲン - シュヴァインフルト線の橋として再利用された。
バイパス道路が建設される以前、バイエルンの州道 2315号線は、連邦アウトバーン A3号線からレングフルター通りとして北東から町の中心部に入っていた。現在この道路は北に位置するラウンドアバウトで北方向に曲がっている。かつての州道であるハスロッハー通りは南の中心部に向かう。ラウンドアバウトから西に出る州道508号線は、マイン橋を渡ってバーデン＝ヴュルテンベルク州に入り、ヴェルトハイムへ、さらに連邦道 B27号線としてハルトハイムに通じている。

### 教育
この町には以下の教育機関がある。
- 幼稚園・保育園　3園。合わせて定員190人に対して園児数153人（2019年現在）[12]。
- 基礎課程学校　1校。1年生から4年生まで8クラスで児童数は187人（2018/19年）[13]。中等学校は、ウンターフランケン行政管区当局の命令で2011年7月15日から2011年8月1日までにマルクトハイデンフェルト中等学校と統合された。

## 関連図書
- Geschichts- und Heimatverein Kreuzwertheim e. V, ed. In Kreuzwertheim – Durch das Jahr. Jahrbücher 1989 ff
- Manfred Schneider u. a. (2011). 1000 Jahre Markt Kreuzwertheim. 4. Markt Kreuzwertheim
- Manfred Schneider (1989). Kreuzwertheim – mein Stück Mainfranken
- Manfred Schneider (1991). Kreuzwertheim in alten Ansichten. Zaltbommel/NL: Europäische Bibliothek
- Manfred Schneider (1991). Hans Lechner – Heimatmaler Kreuzwertheim. Kreuzwertheim: GHK-Verlag
- Manfred Schneider (1992). Lobpreis der Quätschich. Kreuzwertheim: GHK-Verlag
- Manfred Schneider (1993). Das Patrouillenbuch des Sergeanten Ludwig Grüner aus Kreuzwertheim. Kreuzwertheim: GHK-Verlag
- Manfred Schneider (1995). Anfang und Ende des Dritten Reiches. Kreuzwertheim: GHK-Verlag
- Manfred Schneider (1999). Das Rätsel um die Wettenburg, Mythos und Wahrheit. Kreuzwertheim: GHK-Verlag
- Manfred Schneider (1997). Ein Himmelreich auf Erden. Kreuzwertheim: GHK-Verlag
- Manfred Schneider (1997–2000). Das Schreibbuch des Johann Kaspar Günzelmann III. Kreuzwertheim: GHK-Verlag（全5巻）
- Manfred Schneider (2001). 50 Jahre Heilig-Kreuz-Kirche. Kreuzwertheim: GHK-Verlag
- Manfred Schneider; Viktor Jagodicz (2005). Die Lohrer Bahn. Kreuzwertheim: GHK-Verlag
- Melchior Joseph Berberich (1998). Geschichte der Pfarrei Unterwittbach und ihrer Filialen. Kreuzwertheim: GHK-Verlag
- Andreas Fries, Otto Langguth, Manfred Schneider (1995). In Kreuzwertheim: Sagen des Umkreises. Kreuzwertheim: GHK-Verlag
- Rolf, R. A. Hecker (1999). Ludwig Storch – ein vergessener Dichter. Kreuzwertheim: GHK-Verlag
- Walter Herz (1995). Walter Herz erzählt von seinen tollkühnen Ahnen. Kreuzwertheim: GHK-Verlag
- Philipp Hügel (1995). Muntze in dem Dorff zu dem Heiligen Creutze. Kreuzwertheim: GHK-Verlag
- Gusti Kirchhoff (2000). Träume unterm Birnbaum. Kreuzwertheim: GHK-Verlag
- Erich Langguth; Paul Schauber; Manfred Schneider (1994). 400 Jahre Peter-Herrschaft-Haus in Kreuzwertheim. Kreuzwertheim: GHK-Verlag
- Heide Wießmeier (2010). Register zu den Kreuzwertheimer Jahrbüchern 1989 - 2008. Kreuzwertheim: GHK-Verlag
- Irmgard Zeller; Albert Zeller (1992). Die Pflanzenwelt der Gemarkung Kreuzwertheim. Kreuzwertheim: GHK-Verlag